# Chiesa di San Vittore (Esino Lario)
La chiesa di San Vittore Martire è la chiesa parrocchiale di Esino Lario. Si trova su uno sperone roccioso al termine della via parrocchiale don Giovanni Battista Rocca. È intitolata a San Vittore martire, detto "il Moro" o "Mauritano".

## Storia
La parrocchia di San Vittore risale al XV secolo, ma la chiesa è di epoca precedente, in quanto fin dal XIII secolo era alle dipendenze della Pieve di Varenna. All'inizio del XIV secolo passò sotto la Pieve di Perledo e nel 1455 divenne parrocchia staccandosi dalla pieve. Nel XIX secolo venne inclusa nella pieve e nel vicariato foraneo di Perledo rimanendovi fino al 1971, quando venne attribuita al decanato dell'Alto Lario nella zona pastorale III di Lecco.
Nel 1552 venne istituita la Confraternita del Santissimo Sacramento e nel 1662 la Confraternita del Sacro Rosario, le quali verranno unite nel 1722 per volere dell'arcivescovo Benedetto Erba Odescalchi.

## Architettura

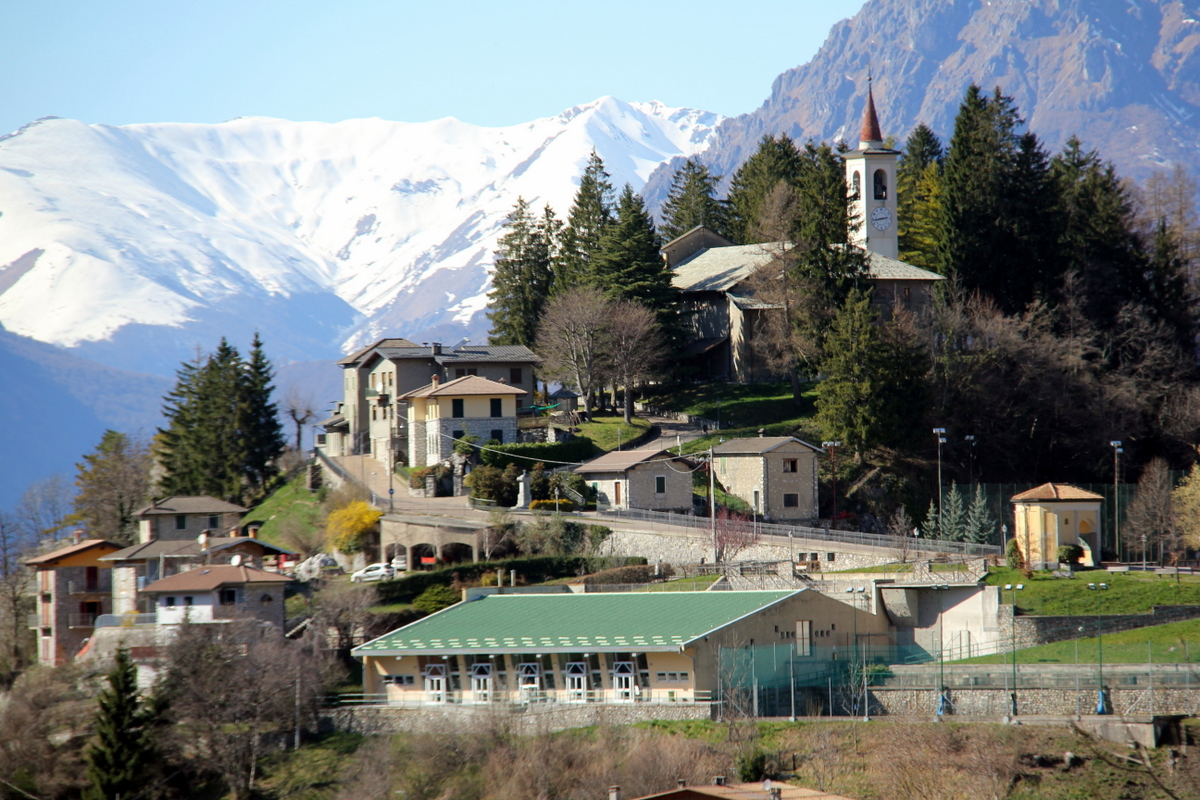
Vista della chiesa di San Vittore

L'attuale chiesa è frutto di una serie di ampliamenti e modifiche succedutisi nel tempo, il primo dei quali risale al 1520. Dalle visite pastorali cinquecentesche e seicentesche risultava esistere una sola navata, alla quale vennero aggiunte le due laterali nel 1770-80. Nel 1849 venne ricostruito il campanile, che assunse l'attuale aspetto. Risale invece al 1888-90 la prima campata con la facciata. All'interno della chiesa si trova uno splendido architrave ligneo scolpito e dorato nel 1654.
Il battistero in noce è databile al 1570 circa; le decorazioni barocche furono invece realizzate nella seconda metà del XVII secolo per volere del parroco Pietro Garganico. Queste decorazioni comprendono gli armadi della sagrestia, gli stucchi, i confessionali, l'organo con la cantoria e gli affreschi. Le opere lignee (molte delle quali sono ancora presenti all'interno della chiesa) furono realizzate, secondo la tradizione, tra il 1665 e il 1685 dall'esinese Giovanni Maglia pagato dalla Scuola del Santissimo Sacramento.
Sulla volta della sagrestia si trova l'affresco raffigurante l'Assunzione della Vergine firmata da Giuseppe Antonio Castelli. Altri affreschi raffigurano gli Evangelisti e le Sante Lucia, Agata, Agnese e Caterina.
L'altare attuale in marmo, opera di Antonio Albinola di Viggiù, risale alla fine del XVIII secolo e andò a sostituire il precedente altare realizzato in legno di noce.
Ai lati del presbiterio si trovano due tele raffiguranti Storie di San Vittore e la Madonna del Rosario, già pala d'altare: le due opere sono attribuite a Carlo Pozzo (1667). Il San Carlo dell'altare a sinistra è invece un'opera ottocentesca di Gabrio Brunati.
I due arazzi raffiguranti la Nascita di San Giovanni Battista e Sant'Antonio Abate con gli animali sono opere della Scuola degli arazzi di Esino Lario.
Risale al 1947 il portone in bronzo che consente l'accesso alla navata centrale, opera dello scultore Dino Bonalberti raffigurante la vita della Chiesa e del patrono. La mezzaluna in bronzo posta sopra il portale è opera di Michele Vedani e raffigura la Gloria di San Vittore a cavallo.
L'ultimo intervento conservativo della facciata esterna risale al 2009.
Per giungere alla chiesa, passando da via don Giovanni Battista Rocca, si attraversa la Via Crucis, opera dello scultore Michele Vedani.

## Chiese sussidiarie
- Chiesa di Sant'Antonio Abate
- Chiesa di San Defendente
- Chiesa di San Giovanni Battista
- Chiesa di San Pietro
- Chiesa di San Nicolao
- Chiesa di Santa Teresina
- Chiesa di Santa Maria Assunta